# Byturus
Byturus é um gênero de escaravelhos da família Byturidae . Existem cinco espécies descritas em Byturus .

## Espécies
- Byturus affinis Reitter, 1874
- Byturus ochraceus (Scriba, 1791)
- Byturus tomentosus (De Geer, 1774)
- Byturus unicolor Say, 1823 (verme da framboesa)
- Byturus wittmeri Sen Gupta